# Vehastenluoto
Vehastenluoto är en ö i Finland. Den ligger i Bottenhavet och i kommunen Pyhäranta i den ekonomiska regionen  Nystadsregionen i landskapet Egentliga Finland, i den sydvästra delen av landet. Ön ligger omkring 79 kilometer nordväst om Åbo och omkring 220 kilometer väster om Helsingfors.
Öns area är 17,3 hektar och dess största längd är 0,9 kilometer i sydöst-nordvästlig riktning. Ön höjer sig omkring 10 meter över havsytan. I omgivningarna runt Vehastenluoto växer i huvudsak blandskog.